# René Beaupuis
René Louis Xavier Beaupuis, né le 13 septembre 1887 à Épernay (Marne), décédé le 28 octobre 1958 à Paris des suites d'une opération chirurgicale, est un sportif et militaire français ayant notamment servi pendant les deux Guerres mondiales. Il est inhumé au cimetière de Vaugirard dans le 15e arrondissement de Paris.

## Biographie
Fils de Stanislas Beaupuis, serrurier, et de Julie Sophie Chevroton, il grandit à Épernay où il pratique assidûment plusieurs sports dont l'athlétisme. Il commença très tôt à s'impliquer dans la vie associative de son club d’Épernay (E.S. Épernay), puisqu'il en fut le secrétaire dès 1904, puis membre du Comité Centre-Est de l'union des sociétés françaises de sports athlétiques.
Il se marie avec Marie Léonie Colas le 21 avril 1908 à Dolignon.

## Carrière militaire

### Première Guerre mondiale
En 1915, il intègre le 2e bataillon du 403e RI avec le grade de capitaine, il est envoyé sur le front avec son régiment le 13 avril 1915 à Bray-sur-Somme. Il rejoint le 3e bataillon et la zone de Verdun le 27 mai 1916, il prendra brièvement le commandement de son bataillon en remplacement du commandant Bastien évacué pour cause de maladie.
Le 16 avril 1917, son bataillon étant chargé de s'emparer du saillant de Neufchâtel, il mène une attaque à la tête des 9e, 11e et 3e compagnies et capture 215 prisonniers allemands dont plusieurs officiers et une importante quantité de matériel ennemi. À la suite de cette attaque, il résiste avec ses hommes à 17 contre-attaques en attendant d'être relevé par le 2e bataillon.

### Seconde Guerre mondiale
En 1939, il prend le commandement du 149e régiment d'infanterie de forteresse avec le grade de lieutenant-colonel afin de tenir le secteur fortifié de la Crusnes.
Le régiment sera finalement dissout le 18 juin 1940 à la suite de la bataille de Darmannes.

## Engagement sportif
C'était un homme actif et un sportif passionné. Capitaine de l'Evreux AC en 1921, il conduisit son équipe vers la victoire dans le premier Championnat de France de basket, en battant le Stade Français en finale.
Un an plus tard, colonel Beaupuis alors lieutenant, était chargé des sports collectifs, à l'école de Joinville, auprès des colonels Clayeux, Desroys du Roure, de M. Lacabanne, qui étaient eux-mêmes encore officiers subalternes.
Directeur du collège d'Antibes plus tard, brillant conférencier, le colonel Beaupuis consacra sa vie au sport. Il était membre de la première commission de basket-ball à la FFA, puis, en 1932, membre fondateur de la FFBB.  Il fut nommé membre fondateur de cette fédération.
Commissaire général du Tour de France, directeur du Parc des Princes, le colonel Beaupuis avait quitté ces fonctions pour raisons de santé.
Energique et direct, il avait une âme de chef. Le sport était toute sa vie.

## Décorations
- Chevalier de la Légion d'honneur (9 juin 1917)[3]
- Officier de la Légion d'honneur (21 décembre 1926)[3]
- Commandeur de la Légion d'honneur (18 juillet 1941)[3]